# Gymnommopsis gagtea
Gymnommopsis gagtea là một loài ruồi trong họ Tachinidae.